# Sevuloni Mocenacagi
Sevuloni Mocenacagi (29 de junho de 1990) é um jogador de rugby fijiano, que joga na posição de back.

## Carreira
Mocenacagi é natural de Nukuilau, localizada na província Nadroga-Navosa, na ilha de Viti Levu. De acordo com Gareth Baber, o treinador da equipe Fiji Sevens: "No ano passado ele [Mocenacagi] era um atacante e este ano estamos usando-o naquela posição central. Ele é uma ameaça toda vez que recebe a bola, ele é um grande corredor poderoso."
Ele fez parte da equipe de sevens de Fiji que ganhou uma medalha de prata nos Jogos da Commonwealth de 2022. Ele também ganhou uma medalha de ouro na Copa do Mundo de Rugby Sevens de 2022 na Cidade do Cabo.